# Barra Castle

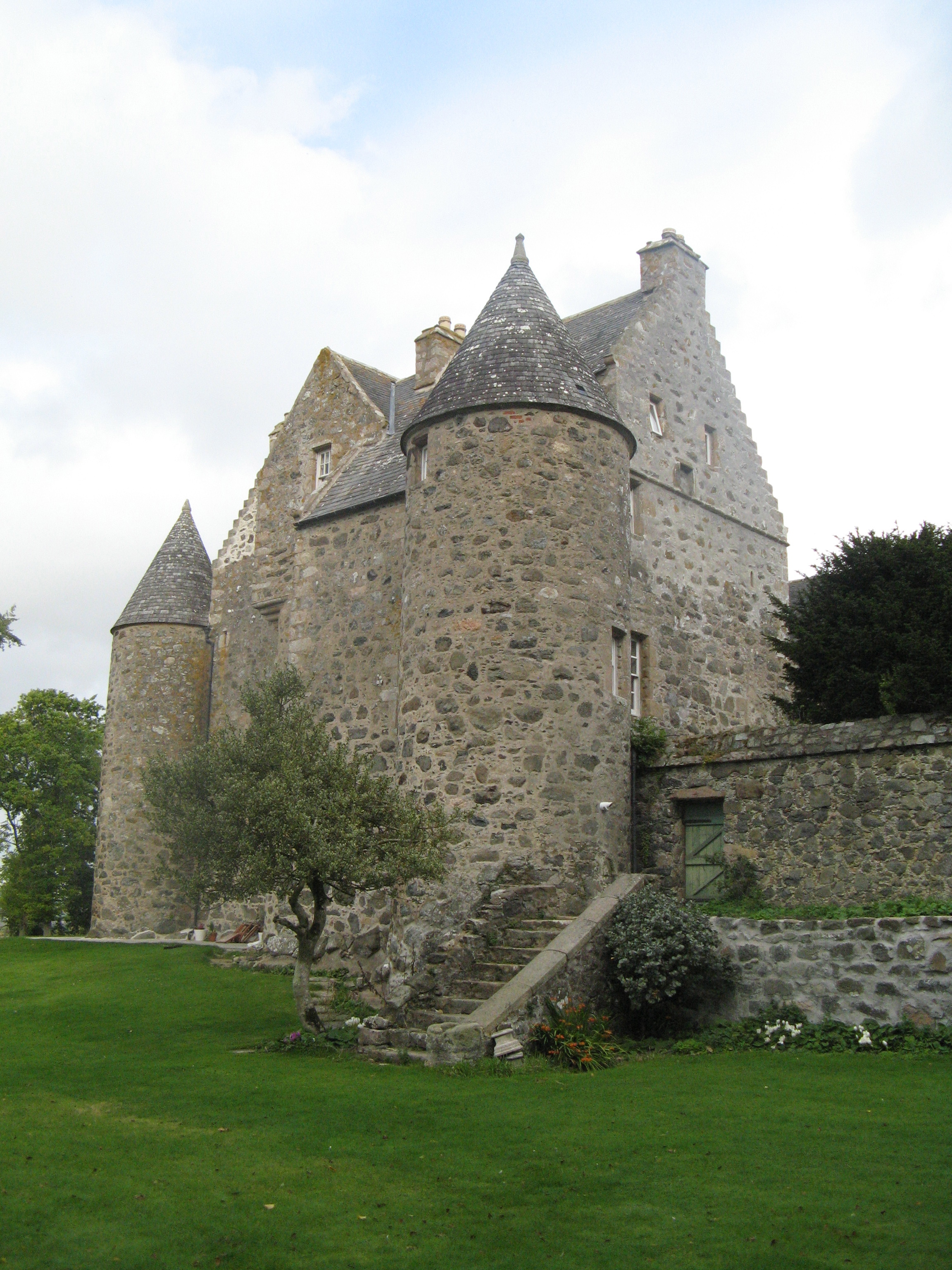
Seitenansicht von Barra Castle

Barra Castle ist ein Wohnturm etwa 3 km südlich von Oldmeldrum am Lochter Burn im Parish Bourtie in der schottischen Council Area Aberdeenshire. Der Turm mit L-Förmigem Grundriss stammt aus dem frühen 16. Jahrhundert. An der Stelle, an der heute Barra Castle steht, fand die Schlacht von Barra statt, in der König Robert the Bruce 1308 John Comyn, 7. Earl of Buchan, besiegte.

## Geschichte
Eine Burg an dieser Stelle war seit der Mitte des 13. Jahrhunderts der Sitz der Familie King.
Eine frühere Burg, die in Verbindung mit den erblichen Ämtern des Försters und des Leichenbeschauers von Garioch, einem Blackhall, existierte, wurde möglicherweise in den Hauptblock und den Südostflügel integriert, aber die heutige Burg verdankt ihre Form hauptsächlich George Seton, Kanzler der University of Aberdeen, Tutor und Vikar von Meldrum, dem das Anwesen 1598 zugesprochen wurde. Eine Charta von 1599 an George Seton, Tutor von Meldrum, erwähnt die Erhebung des Landes von Barra in eine freie Baronie, wogegen eine Charta von 1615 bestimmt, dass die Befestigung Barra der Hauptsitz der Baronie sein sollte.
James Reid, einem Anwalt aus Aberdeen, gehörte das Anwesen 1630 und die Familie Reid behielt es bis 1754. Dame Margaret Abercrombie, die Gattin von John Reid, der 1703 zum Baronet ernannt wurde, ließ Teile der Burg erneuern; sie ist vermutlich für den offenen Kamin im Rittersaal verantwortlich.
1754 kaufte John Ramsay aus Melrose, ein Kaufmann im Handel mit Russland, die Burg; er ließ den Nordflügel anbauen und seine Nachkommen sind immer noch in Besitz des Anwesens. Eine Ramsay-Erbin heiratete Andrew Irvine, einen der Irvines von Drum, Anfang des 20. Jahrhunderts. John Ramsay bevorzugte sein Anwesen in Straloch und nach seinem Tod 1787 wurde die Burg als Bauernhaus genutzt. In der ersten Dekade des 20. Jahrhunderts wurde sie nach Plänen von George Bennet Mitchell als Witwenhaus restauriert.

## Architektur

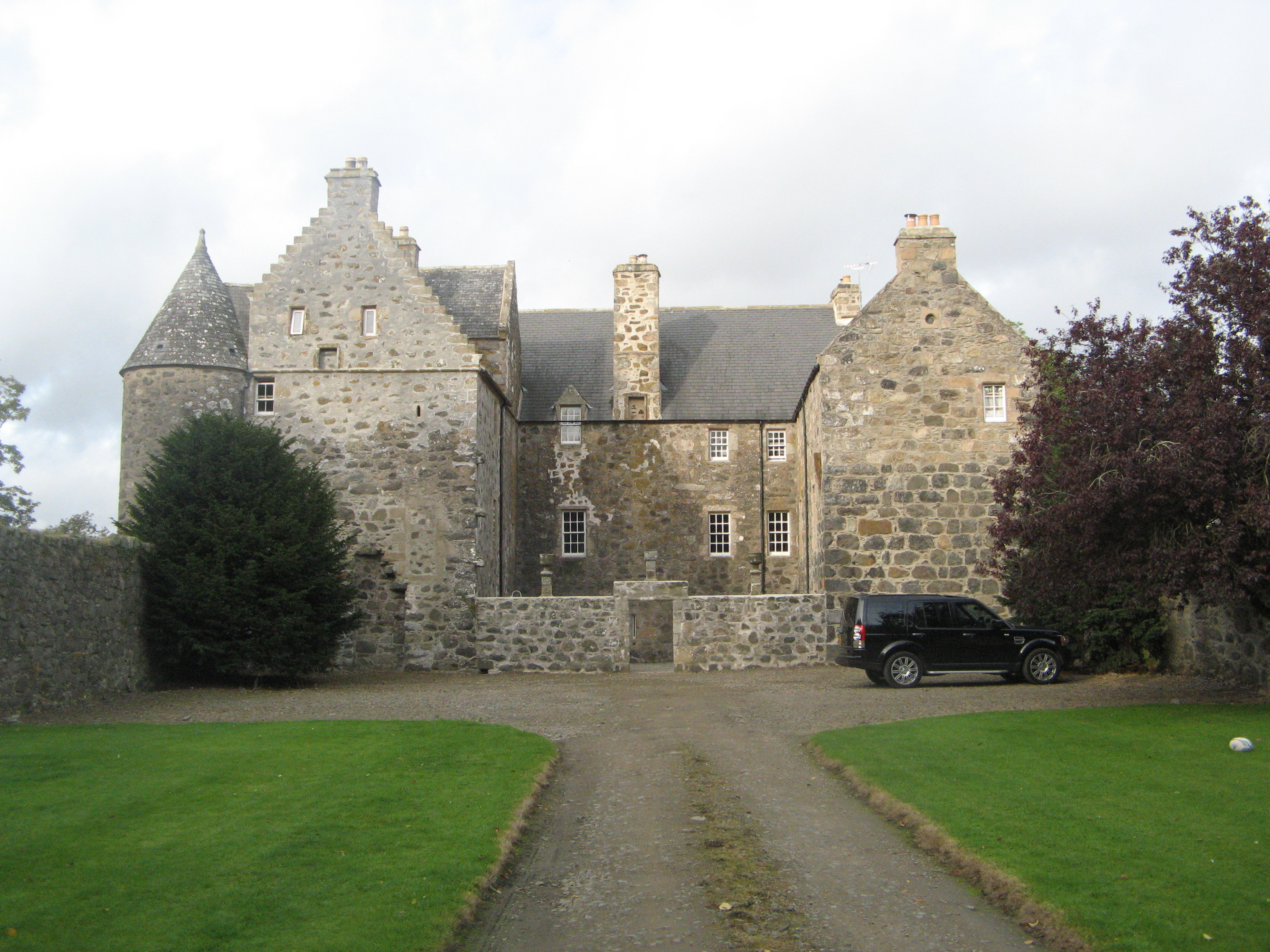
Barra Castle

Der Grundriss des Wohnturms ist eine unübliche Variante des L-förmigen Grundrisses, in dem der Hauptblock in Nord-Süd-Richtung angeordnet ist. Im Südwesten befindet sich ein Rundturm. Ein Turm mit D-förmigem Grundriss im Südosten beherbergt die Haupttreppe und den Eingang. Dieser Turm, dessen Querschnitt nach oben hin sich für den Wachraum quadratisch erweitert, bildet die Verbindung zu einem großen, quadratischen Flügel. In seiner Nordwestecke hat dieser Flügel einen zweiten Rundturm. Der Eingang zum Wohnturm befindet sich im Hauptinnenwinkel. Die Türme haben konische Dächer.
Vom Nordende des Hauptblocks nach Osten verläuft ein Anbau aus dem 18. Jahrhundert. Eine Mauer im Osten, durch die das Eingangstor führt, bildet die vierte Seite des quadratischen Burghofes. Die Gebäude um den Burghof sind drei Stockwerke hoch und bestehen aus Bruchstein. Die Hauptgiebel sind als Staffelgiebel ausgeführt. Der holzgetäfelte Salon besitzt einen großen Kaminsims, der später hinzugefügt wurde. Das Schlafgemach im 1. Obergeschoss des Südostflügels ist mit einer Holzverkleidung aus dem frühen oder mittleren 18. Jahrhundert ausgestattet. Im Nordflügel gibt es ein holzverkleidetes Wohnzimmer.
Das Gebäude ist ein historisches Bauwerk der Kategorie A.
Das Hunterian Museum and Art Gallery in Glasgow besitzt einen Schlagstein von Barra Castle.

## Gemälde
Es gibt zwei Gemälde von James Cassie vom Inneren des Wohnturms, die in der Aberdeen Art Gallery hängen:
- The Kitchen, 1854
- On the terrace, 1854